# Svarttjärnen (Bygdeå socken, Västerbotten, 711123-174059)
Svarttjärnen är en sjö i Robertsfors kommun i Västerbotten och ingår i Dalkarlsån-Sävaråns kustområde.